# I Am Alive in Everything I Touch
I Am Alive in Everything I Touch är det åttonde studioalbumet av det kanadensiska bandet Silverstein. Albumet släpptes 19 maj 2015 och har tolv spår. Albumet är ett konceptalbum och är indelat i fyra kapitel baserade på sångtexternas geografiska innehåll. Bandets låtskrivare och frontfigur Shane Told har i en intervju berättat att albumets låttexter är bland de mest personliga i bandets historia. Albumets första och sista spår använder sig av ljud ifrån stadsmiljö och knyter på detta sätt ihop slut och början.

## Låtlista
Alla låtar är skrivna och komponerade av Shane Told. 
| 1.           | "Toronto (abridged)"              | 0:46  |
| 2.           | "A Midwestern State of Emergency" | 3:35  |
| 3.           | "Face of the Earth"               | 3:03  |
| 4.           | "Heaven, Hell and Purgatory"      | 2:57  |
| 5.           | "Buried at Sea"                   | 3:06  |
| 6.           | "Late on 6th"                     | 5:05  |
| 7.           | "Milestone"                       | 3:28  |
| 8.           | "The Continual Condition"         | 3:30  |
| 9.           | "Desert Nights"                   | 3:02  |
| 10.          | "In the Dark"                     | 3:27  |
| 11.          | "Je me Souviens"                  | 3:27  |
| 12.          | "Toronto (unabridged)"            | 5:01  |
| Total längd: | Total längd:                      | 40:27 |